# Onyekachi Hope Ugwuadu
Onyekachi Hope Ugwuadu vagy Kachi (Port Harcourt, 1997. május 5. –) nigériai labdarúgó, a norvég Pors Fotball csatárja.

## Pályafutása
Kachi a nigériai Port Harcourt városában született. Az ifjúsági pályafutását a helyi Gee Lec IFA akadémiájánál kezdte.
2015-ben mutatkozott be a norvég első osztályban szereplő Sarpsborg 08 felnőtt csapatában. Először a 2015. szeptember 13-ai, Satrt ellen 3–1-re megnyert mérkőzés 88. percében, Bojan Zajić cseréjeként lépett pályára. Első gólját 2015. szeptember 27-én, az Odd ellen 1–1-es döntetlennel zárult találkozón szerezte meg. A 2017-es szezonban a másodosztályú Bodø/Glimt és Strømmen csapatát erősítette kölcsönben. 2018-ban a Sandnes Ulfhoz igazolt. 2018. április 8-án, a Nest-Sotra ellen 3–2-re megnyert bajnoki 74. percében, Erixon Dansot váltva debütált. 2020. január 9-én 2 és ½ éves szerződést kötött az Odd együttesével. Először a 2020. június 16-ai, Sandefjord ellen 2–1-re elvesztett mérkőzésen lépett pályára.

## Statisztikák
2021. szeptember 22. szerint
| Klub                    | Szezon   | Osztály     | Bajnokság | Bajnokság | Kupa  | Kupa | Nemzetközi | Nemzetközi | Összesen | Összesen |
| Klub                    | Szezon   | Osztály     | Meccs     | Gól       | Meccs | Gól  | Meccs      | Gól        | Meccs    | Gól      |
| ----------------------- | -------- | ----------- | --------- | --------- | ----- | ---- | ---------- | ---------- | -------- | -------- |
| Sarpsborg 08            | 2015     | Tippeligaen | 7         | 2         | 1     | 0    | —          | —          | 8        | 2        |
| Sarpsborg 08            | 2016     | Tippeligaen | 7         | 1         | 0     | 0    | —          | —          | 7        | 1        |
| Sarpsborg 08            | Összesen | Összesen    | 14        | 3         | 1     | 0    | 0          | 0          | 15       | 3        |
| Bodø/Glimt (kölcsönben) | 2017     | OBOS-ligaen | 8         | 2         | 3     | 2    | —          | —          | 11       | 4        |
| Strømmen (kölcsönben)   | 2017     | OBOS-ligaen | 13        | 2         | 0     | 0    | —          | —          | 13       | 2        |
| Sandnes Ulf             | 2018     | OBOS-ligaen | 20        | 2         | 1     | 1    | —          | —          | 21       | 3        |
| Sandnes Ulf             | 2019     | OBOS-ligaen | 27        | 10        | 2     | 0    | —          | —          | 29       | 10       |
| Sandnes Ulf             | Összesen | Összesen    | 47        | 12        | 3     | 1    | 0          | 0          | 50       | 13       |
| Odd                     | 2020     | Eliteserien | 22        | 0         | —     | —    | —          | —          | 22       | 0        |
| Odd                     | 2021     | Eliteserien | 5         | 0         | 1     | 0    | —          | —          | 6        | 0        |
| Odd                     | Összesen | Összesen    | 27        | 0         | 1     | 0    | 0          | 0          | 28       | 0        |
| Összesen                | Összesen | Összesen    | 109       | 19        | 8     | 3    | 0          | 0          | 117      | 22       |

## Sikerei, díjai
Sarpsborg 08
- Norvég Kupa
  - Döntős (1): 2015

## Fordítás
Ez a szócikk részben vagy egészben  az   Onyekachi Hope Ugwuadu című angol Wikipédia-szócikk fordításán alapul.  Az eredeti cikk szerkesztőit annak laptörténete sorolja fel. Ez a jelzés csupán a megfogalmazás eredetét és a szerzői jogokat jelzi, nem szolgál a cikkben szereplő információk forrásmegjelöléseként.